# Elvir Ibišević
Elvir Ibišević (* 10. Februar 1998 in Tuzla) ist ein bosnisch-US-amerikanischer Fußballspieler.

## Karriere

### Verein
Ibišević spielte bis 2016 in der Akademie von Sporting Kansas City. Ab 2016 studierte er an der University of Nebraska Omaha und spielte für das Universitätsteam Omaha Mavericks. Zudem kam er nebenbei auch für Des Moines Menace zum Einsatz. Zur Saison 2018/19 wechselte er nach Slowenien zum NK Celje. Im August 2018 debütierte er in der 1. SNL, als er am vierten Spieltag jener Saison gegen den NK Krško in der 59. Minute für Lovro Cvek eingewechselt wurde. Im Oktober 2018 erzielte er bei einem 2:1-Sieg gegen den NK Triglav Kranj sein einziges Tor für Celje in der 1. SNL. Nach 22 Einsätzen in der höchsten slowenischen Spielklasse verließ er Celje nach der Saison 2018/19.
Im August 2019 absolvierte er ein Probetraining beim österreichischen Bundesligisten TSV Hartberg, wurde jedoch nicht verpflichtet. Im September 2019 wechselte er schließlich nach Deutschland zum Regionalligisten BSG Chemie Leipzig. Nach sechs Einsätzen in der Regionalliga verließ Ibišević Chemie jedoch bereits im Januar 2020. Im Januar 2020 kehrte er in die USA zurück und wechselte zur drittklassigen Union Omaha.

### Nationalmannschaft
Ibišević debütierte im Januar 2018 für die bosnische A-Nationalmannschaft, als er in einem Testspiel gegen die Vereinigten Staaten in der 84. Minute für Luka Menalo eingewechselt wurde.

## Persönliches
Sein Cousin Vedad (* 1984) ist ebenfalls Fußballspieler und ebenfalls bosnischer Nationalspieler.